# 纳开-南腾国家公园
纳开-南腾国家公园位于老挝甘蒙省纳开县，是东南亚最后的荒野之一。纳开-南腾国家公园覆盖了约4,270平方公里的安南山脉及相邻的纳开高原，横跨甘蒙省和博利坎赛省。根据2019年2月15日第36号总理令，该公园于2019年2月15日被指定为国家公园。 该公园由老挝农林部管理。它与越南的武光国家公园相邻。
公园的地形崎岖不平，安南山脉的山脊沿着公园东部的越南边境延伸。公园内的最高峰是Phou Laoko，海拔2,286米。

## 河流
从北到南，公园内的河流流域包括以下河流：
- 卡塔河（Nam Kata，仅东部；Na Kadok镇所在的Nam Houay是其支流）
- 索特河（Nam Xot）
- 蒙河（Nam Mon）
- 南腾河（Nam Theun）
- 诺伊河（Nam Noy）
- 菲奥河（Nam Pheo，诺伊河的支流）
- 翁河（Nam One）

这些河流都是纳开高原上南腾河的支流。

## 植物群
自1994年以来，由野生生物保护协会（WCS）、老挝林业局和国际自然保护联盟（IUCN）合作进行的一系列调查显示，该地区具有高生物多样性价值。 半常绿森林、落叶龙脑香林和松树林都分布在纳开高原和安南山脉的山麓。干燥的常绿森林在海拔1800米以下的安南山脉坡地上占主导地位，海拔1400到1700米处有补丁状的福建柏森林，这是一种具有商业价值的柏类植物。海拔1800米以上的湿润常绿山地壳斗科森林中有橡树（Quercus）、栲属和石栎属。 海拔约2000米以上的壳斗科森林让位于更矮小的杜鹃花主导的杜鹃花科云雾森林。
IUCN列为濒危物种的植物包括三尖杉属（Cephalotaxus mannii）。在老挝唯一已知的越南白松（Pinus dalatensis）种群位于纳开-南腾。

## 动物群

### 哺乳动物
一些最近发现的哺乳动物物种包括：
- 长角羚
- 大麂
- 罗斯福麂
- 长山麂
- 印度支那疣猪
- 赫德猪
- 安南兔
- 爪哇犀牛（Rhinoceros sondaicus annamiticus）
- 印度支那虎
- 亚洲象

### 鸟类
在纳开-南腾及其北部扩展区已发现400多种鸟类。这是老挝任何已调查地点中鸟类种类最多的，也是东南亚单一保护区中记录最多的。
该公园是印度支那最大的红颈犀鸟（Aceros nipalensis）种群的家园。公园的上山地森林中的鸟类包括濒危的美丽旋木雀（Sitta formosa），以及安南山脉东坡湿润常绿雨林特有的物种，如越南凤冠雉（Rheinardia ocellata）和短尾钩嘴鹛（Napothera danjoui）。

## 语言
纳开-南腾地区使用许多濒危的越芒语族语言。越芒语族群是纳开-南腾地区的土著居民，对当地生态有着深入了解。石语在该地区也有使用，并且通常在同一个村庄中与越南语系语言一起使用。石语保留了许多其他壮傣语支语言中没有的古老语音特征。石语使用者在该地区生活了约300年，最初来自越南。布鲁语使用者在19世纪和20世纪迁入该地区，现在构成了大多数人口。最近迁入的老挝语和越南语使用者也在该地区。